# Lotus T128
El Lotus T128 es un monoplaza construido por Team Lotus para competir en la temporada 2011. El 24 de septiembre de 2010 se anunció que Tony Fernandes (Lotus Racing) había adquirido los derechos al nombre del desaparecido Team Lotus de David Hunt, lo que marca el renacimiento oficial del equipo Team Lotus de Fórmula 1. Esto significa que el T128 es el monoplaza con el que el mítico 'Team Lotus' retornó a la máxima categoría del automovilismo. Se llegó a manejar denominarlo TL11 en lugar de T128, aunque al final optaron por la segunda opción. Fue pilotado por Heikki Kovalainen y Jarno Trulli.

## Presentación
El monoplaza fue presentado el día 31 de enero de 2011 a las 06:00 a. m. (hora española) a través de internet. El coche se muestra como una evolución bastante profunda de su antecesor, el T127, pero con un diseño más extremo y adaptado al nuevo reglamento. El coche será puesto en pista por primera vez el día 2 de febrero de 2011 en el Circuito de Cheste a manos de Heikki Kovalainen.

## Resultados
(Clave) (negrita indica pole position) (cursiva indica vuelta rápida)

| Año  | Motor                    | Neu. | N.º | Pilotos           | 1   | 2   | 3   | 4   | 5   | 6   | 7   | 8   | 9   | 10  | 11  | 12  | 13  | 14  | 15  | 16  | 17  | 18  | 19  | Puntos | Pos. |
| ---- | ------------------------ | ---- | --- | ----------------- | --- | --- | --- | --- | --- | --- | --- | --- | --- | --- | --- | --- | --- | --- | --- | --- | --- | --- | --- | ------ | ---- |
| 2011 | Renault RS27-2011 2.4 V8 | P    |     |                   | AUS | MYS | CHN | TUR | ESP | MON | CAN | EUR | GBR | GER | HUN | BEL | ITA | SIN | JPN | RCO | IND | ABU | BRA | 0      | 10.º |
| 2011 | Renault RS27-2011 2.4 V8 | P    | 20  | Heikki Kovalainen | Ret | 15  | 16  | 19  | Ret | 14  | Ret | 19  | Ret | 16  | Ret | 15  | 13  | 16  | 18  | 14  | 14  | 17  | 16  | 0      | 10.º |
| 2011 | Renault RS27-2011 2.4 V8 | P    | 21  | Jarno Trulli      | 13  | Ret | 19  | 18  | 18  | 13  | 16  | 20  | Ret |     | Ret | 14  | 14  | Ret | 19  | 17  | 19  | 18  | 18  | 0      | 10.º |
| 2011 | Renault RS27-2011 2.4 V8 | P    | 21  | Karun Chandhok    |     |     |     |     |     |     |     |     |     | 20  |     |     |     |     |     |     |     |     |     | 0      | 10.º |